# Sauber C30
Sauber C30 byl závodní vůz Formule 1 vyvinutý společností Sauber pro použití v sezóně 2011. Stejně jako Sauber C29 byl vůz poháněn motorem Ferrari, ale s přidanou schopností umístit systém KERS od dodavatele Ferrari.

## Přehled
Podvozek navrhli James Key, Christoph Zimmermann, Pierre Waché a Seamus Mullarkey, přičemž vůz byl poháněn zákaznickým motorem Ferrari.
Vůz řídili Kamui Kobajaši a mexický nováček Sergio Pérez. Vůz byl představen 31. ledna 2011 na okruhu Ricardo Tormo ve španělské Valencii. Následující den se Kobajaši stal prvním jezdcem, který testoval vůz.

## Shrnutí sezóny

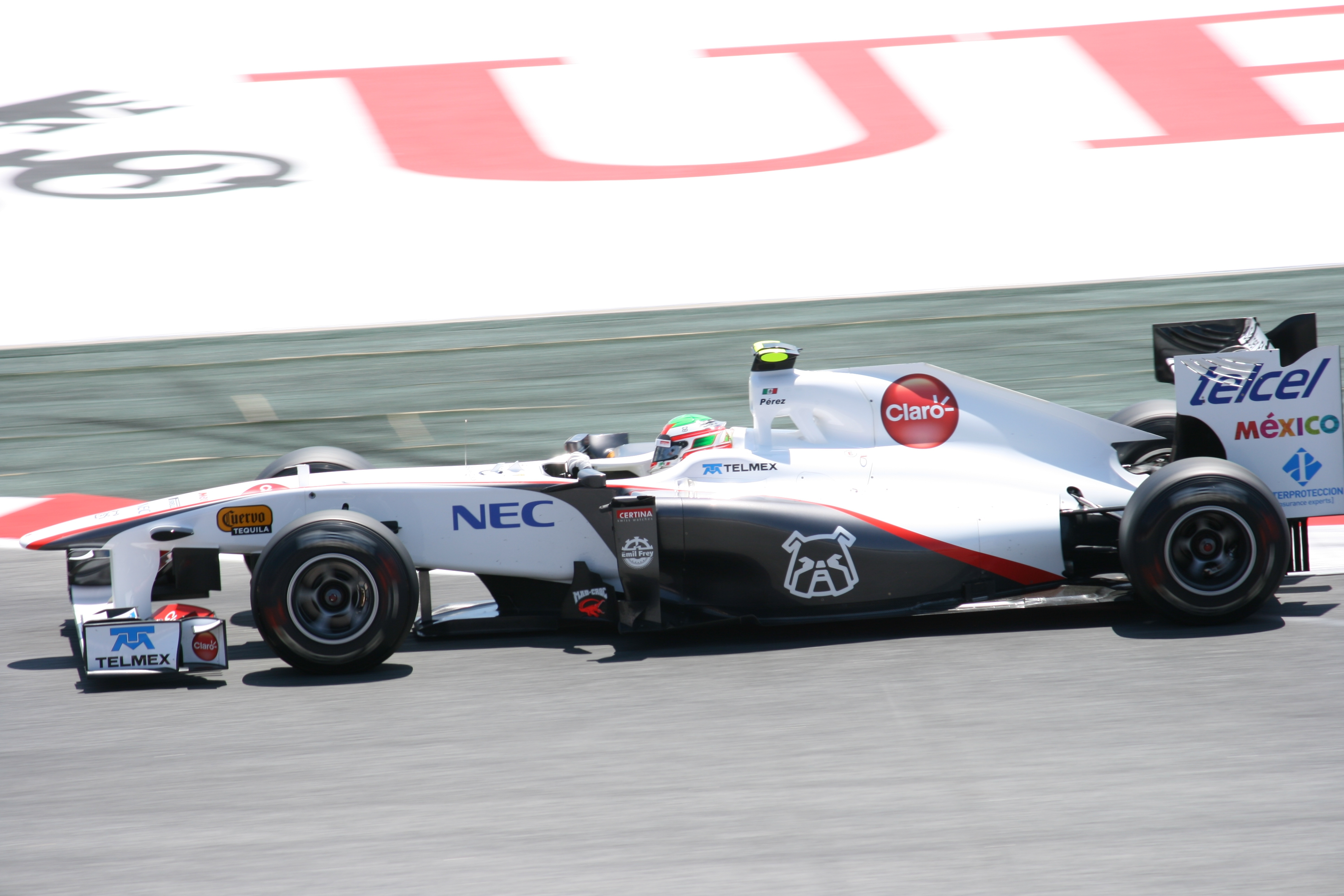
Vozy Sauber C30 byly diskvalifikovány ze sedmého a osmého místa z Grand Prix Austrálie 2011 kvůli porušení technického předpisu, týkajícího se zadních křídel vozů.

V prvním závodě v Melbourne získali body Pérez i Kobajaši, když skončili na 7. a 8. místě a získali celkem 10 bodů. Po prohlídce zadního křídla, které nebylo regulováno, však byly oba vozy diskvalifikovány a jejich body byly přerozděleny.
Na rozdíl od vozu C29 ze sezóny 2010 byl vůz C30 od začátku sezóny spolehlivý a vývoj šel úctyhodnou rychlostí, takže se vůz snadno udržel v nejlepší desítce. Kobajaši skončil v první desítce v prvních sedmi závodech a nashromáždil 25 bodů – včetně pátého místa v Monaku a sedmého místa v Kanadě poté, co se držel druhý po restartu. Sergio Pérez byl nucen odstoupit v Malajsii, když odletěl kus vozu týmu Toro Rosso a rozřezal jeho vůz. Při Grand Prix Španělska získal Pérez své první body za deváté místo. V kvalifikaci na závod v Monaku havaroval Pérez ve třetí části kvalifikace tak silně, že musel kvůli zranění závod vynechat. V následujícím závodě v Kanadě ho nahradil bývalý pilot Sauberu, Pedro de la Rosa, který skončil dvanáctý.

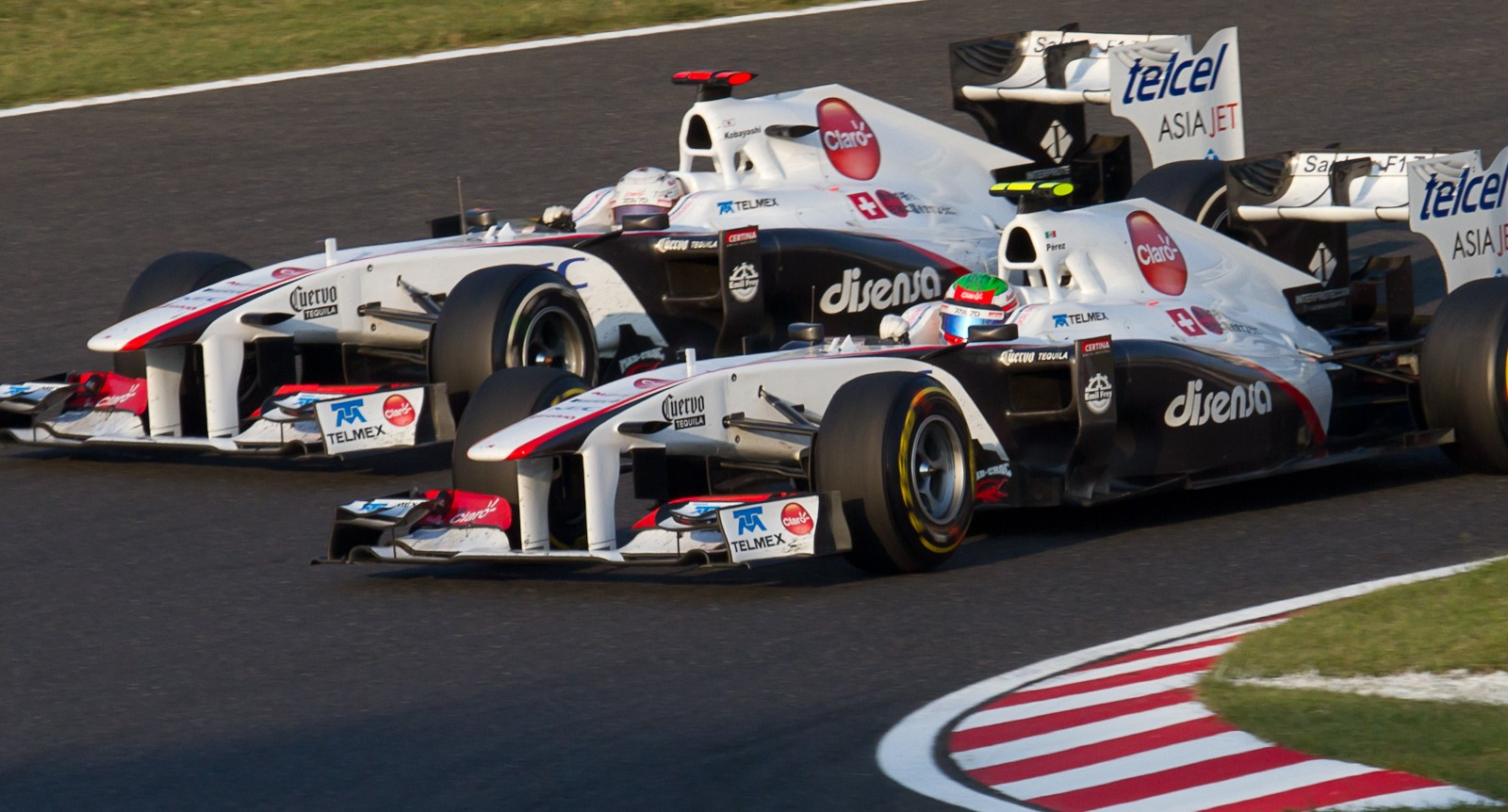
Pérez (vpravo) a Kobajaši (vlevo) při Grand Prix Japonska 2011.

Následujících deset závodů nebylo pro Kobajašiho tak úspěšných, když skončil pouze s jedním bodem v Německu. Pérez dosáhl svého nejlepšího výsledku v Británii, když skončil sedmý předtím; než přišel o stejný výsledek v Monze, kde oba vozy odstoupily s poruchou převodovky. Tím se Force India dostala na šesté místo v poháru konstruktérů. Pérez se v Singapuru vrátil na body s desátým místem, ale to nebylo nic ve srovnání s dvanácti body, které Force India v tomto závodě získala. Při Grand Prix Japonska Kobajaši zapůsobil na své domácí fanoušky tím, že byl nejrychlejší v první části kvalifikace a do závodu se kvalifikoval jako sedmý. V závodě se mu příliš nedařilo a skončil třináctý. Pérez využil toho, že absolvoval o jednu zastávku v boxech méně a skončil působivě osmý. Kobajašii znovu získal svou formu, když dokončil poslední dva závody na bodovaném místě, desátý v Abú Zabí a devátý v Brazílii. Celkově jezdci nastřádali stejný počet bodů jako Sauber C29 v předchozí sezóně.

## Sponzorství a zbarvení
Poté, co v sezóně 2010 provozoval tým vůz bez téměř žádného zbarvení, tak získal pro novou sezónu několik sponzorů včetně Jose Cuerva a získal investici od majitele Telmexu Carlose Slima. Někteří sponzoři ze sezóny 2010, včetně Mad Croc Energy, se vrátili.

## Využití po Formuli 1

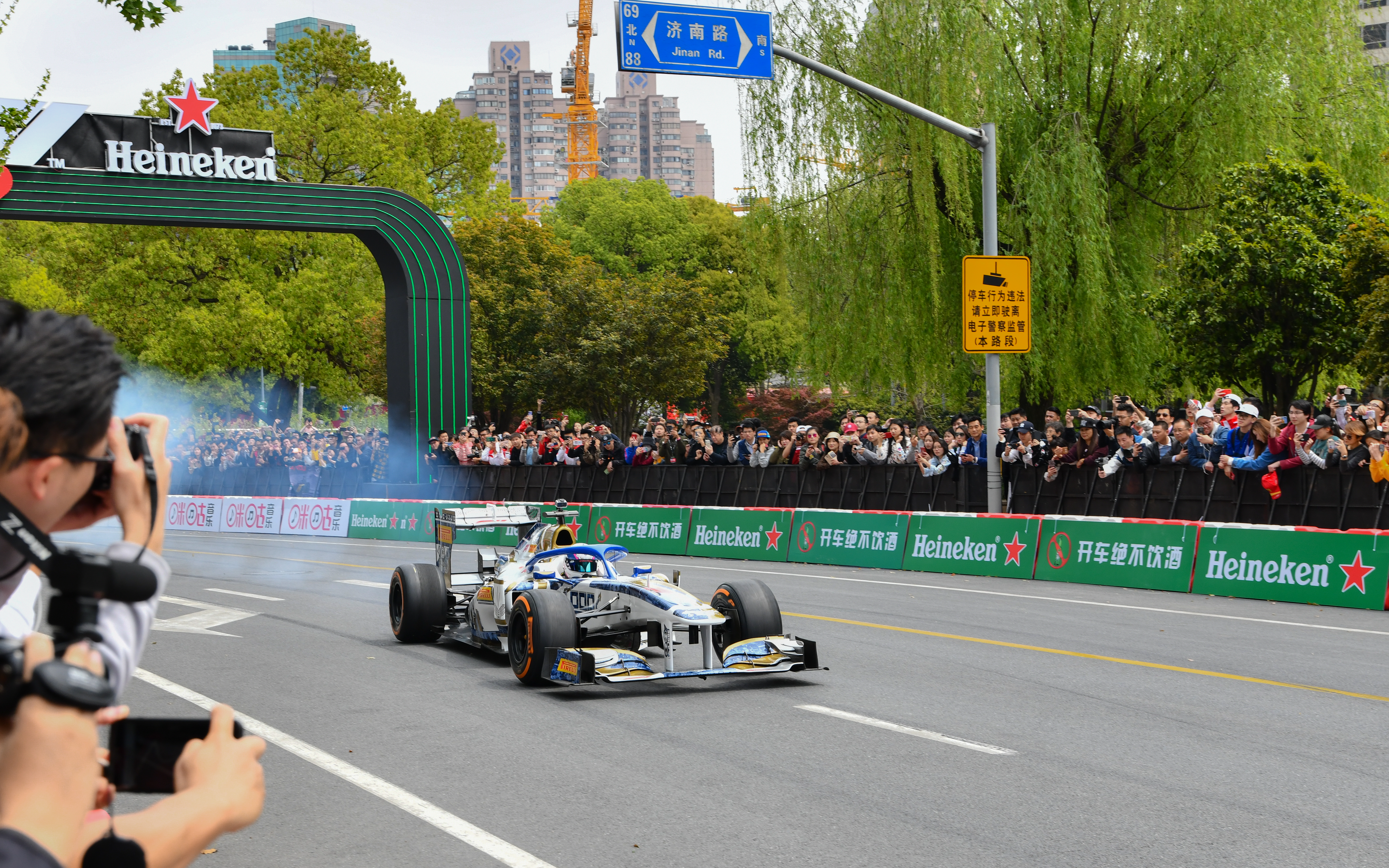
Vůz HF1-018 se speciálním zbarvením řízený Jessicou Hawkins při F1 Shanghai Festival.

Sauber C30 tvořil základ pro společnost Heritage F1 s vozem HF1-018, který využíval šasi vozu C30, přední odpružení a aerodynamická zařízení navržená Sauberem. Vůz HF1-018 byl propagován jako nejrychlejší závodní vůz na světě a byl poháněn maloobjemovým přeplňovaným motorem podobným tomu, který se používal v šampionátu Formule 1 od sezóny 2014, ale nepoužíval systém KERS jako původní vůz C30. Podle webové stránky Heritage F1 byl vůz HF1-018 vyroben britskou motoristickou inženýrskou společností TDF.
Vůz HF1-018 debutoval v květnu 2018 na okruhu Zolder jako součást demonstrace FORCE F1. Vůz se od té doby objevil v mnoha televizních reklamách, tiskových reklamách a ukázkách Formule 1, naposledy při Silverstone Classic 2018, kde jej řídili Oliver Webb a Jessica Hawkins. V červnu 2018 Billy Monger poprvé řídil závodní vůz Formule 1, když testoval vůz HF1-018 na Rockingham Motor Speedway v Corby. Vůz byl speciálně upraven tak, aby odpovídal ručním ovládacím prvkům přítomným ve voze Carlin BRDC, se kterým závodil v britské Formuli 3. V rámci zpravodajství Sky TV o Grand Prix Rakouska 2018 byl promítán dokumentární film o Mongerově první jízdě ve Formuli 1. Během závodního víkendu Grand Prix Číny 2019 Jessica Hawkinsová řídila speciálně zbarvený vůz HF1-018 (také známý jako F1-1000, na oslavu 1 000. závodu šampionátu Formule 1) jako součást F1 Shanghai Festival 2019 .

## Kompletní výsledky ve Formuli 1
| Legenda k tabulce | Legenda k tabulce                                                                       |
| Barva             | Výsledek                                                                                |
| ----------------- | --------------------------------------------------------------------------------------- |
| Zlatá             | Vítěz                                                                                   |
| Stříbrná          | 2. místo                                                                                |
| Bronzová          | 3. místo                                                                                |
| Zelená            | Bodované umístění                                                                       |
| Modrá             | Nebodované umístění                                                                     |
| Modrá             | Dokončil neklasifikován (NC)                                                            |
| Fialová           | Odstoupil (Ret)                                                                         |
| Červená           | Nekvalifikoval se (DNQ)                                                                 |
| Červená           | Nepředkvalifikoval se (DNPQ)                                                            |
| Černá             | Diskvalifikován (DSQ)                                                                   |
| Bílá              | Nestartoval (DNS)                                                                       |
| Bílá              | Závod zrušen (C)                                                                        |
| Světle modrá      | Pouze trénoval (PO)                                                                     |
| Světle modrá      | Páteční testovací jezdec (TD)                                                           |
| Bez barvy         | Netrénoval (DNP)                                                                        |
| Bez barvy         | Vyřazen (EX)                                                                            |
| Bez barvy         | Nepřijel (DNA)                                                                          |
| Bez barvy         | Odvolal účast (WD)                                                                      |
| Bez barvy         | Nezúčastnil se (prázdné)                                                                |
| Označení          | Význam                                                                                  |
| Tučnost           | Pole position                                                                           |
| Kurzíva           | Nejrychlejší kolo                                                                       |
| †                 | Jezdec nedojel do cíle, ale byl klasifikován, protože odjel více než 90 % délky závodu. |
| ‡                 | Byl udělován poloviční počet bodů, protože bylo odjeto méně než 75 % délky závodu.      |
| Horní index       | Umístění bodujících jezdců ve sprintu                                                   |

| Rok  | Tým            | Motor          | Pneumatiky | Jezdci           | 1   | 2   | 3   | 4   | 5   | 6   | 7   | 8   | 9   | 10  | 11  | 12  | 13  | 14  | 15  | 16  | 17  | 18  | 19  | Body | Umístění |
| ---- | -------------- | -------------- | ---------- | ---------------- | --- | --- | --- | --- | --- | --- | --- | --- | --- | --- | --- | --- | --- | --- | --- | --- | --- | --- | --- | ---- | -------- |
| 2011 | Sauber F1 Team | Ferrari 056 V8 | P          |                  | AUS | MAL | CHN | TUR | ESP | MON | CAN | EUR | GBR | GER | HUN | BEL | ITA | SIN | JPN | KOR | IND | ABU | BRA | 44   | 7. místo |
| 2011 | Sauber F1 Team | Ferrari 056 V8 | P          | Kamui Kobajaši   | DSQ | 7   | 10  | 10  | 10  | 5   | 7   | 16  | Ret | 9   | 11  | 12  | Ret | 14  | 13  | 15  | Ret | 10  | 9   | 44   | 7. místo |
| 2011 | Sauber F1 Team | Ferrari 056 V8 | P          | Sergio Pérez     | DSQ | Ret | 17  | 14  | 9   | DNS | PO  | 11  | 7   | 11  | 15  | Ret | Ret | 10  | 8   | 16  | 10  | 11  | 13  | 44   | 7. místo |
| 2011 | Sauber F1 Team | Ferrari 056 V8 | P          | Pedro de la Rosa |     |     |     |     |     |     | 12  |     |     |     |     |     |     |     |     |     |     |     |     | 44   | 7. místo |